# Большой Садовый пруд
Большой Садо́вый пруд (Академи́ческий) — один из крупнейших водоёмов Москвы, площадью 19 га. Расположен в Тимирязевском районе Северного административного округа, между Большой академической улицей и парком Сельскохозяйственной академии имени К. А. Тимирязева.

## Описание
Большой Садовый пруд был образован запруживанием реки Жабенки, по типу водоёмов относится к плотинным. Его площадь составляет 19 га, средняя глубина — 2 метра.
Имеет неправильную форму, длина пруда — 170 метров, основная его часть вытянута на 850 метров по реке Жабенке. Ширина этой части составляет 110—170 метров, на севере — до 330 метров.
Питание пруда осуществляется за счет воды, поступающей из Химкинского водохранилища по Лихоборскому обводнительному каналу. В водоём также входят воды реки Жабенки и Коптевского ручья.
Восточный берег, плотина и часть берегов Коптевского залива, прилегающего с запада, укреплены железобетонными плитами. Западный берег пруда естественный, восточный и южный — лесные.

## История
Большой Садовый пруд был сооружен во второй половине XVIII века на территории усадьбы Петровско-Разумовское.
С 1939 года водоём является частью Лихоборской обводнительной системы, которая питает Яузу и её притоки.
В 1940 году территория Сельскохозяйственной академии, на которой находится пруд, была объявлена заповедником.
В 1998 году, постановлением правительства Москвы № 564 «О мерах по развитию территорий Природного комплекса Москвы» был основан комплексный заказник «Петровско-Разумовское», в состав которого вошёл Большой Садовый пруд. В 2008 году постановлением № 1004-ПП пруд включили в программу по реабилитации малых рек и водоёмов.

## Рекреационные возможности
На западном берегу Большого Садового пруда обустроен песчаный пляж для купания, действует пункт проката лодок и станция МЧС с собаками-спасателями. Зимой в водоёме организуют проруби для крещенских купаний.

## Фотогалерея

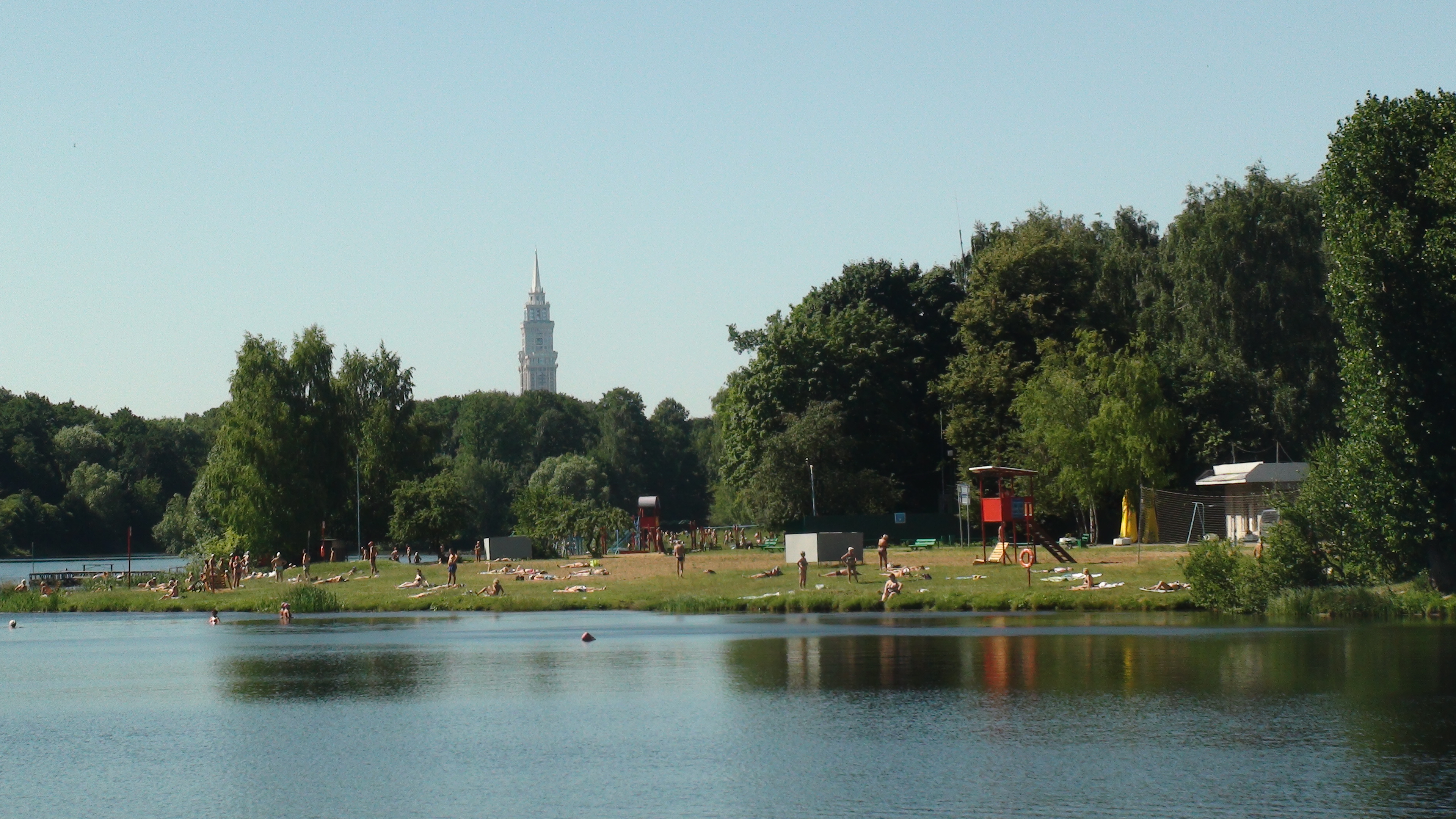
Пляж на берегу Большого Садового пруда, 2015 год
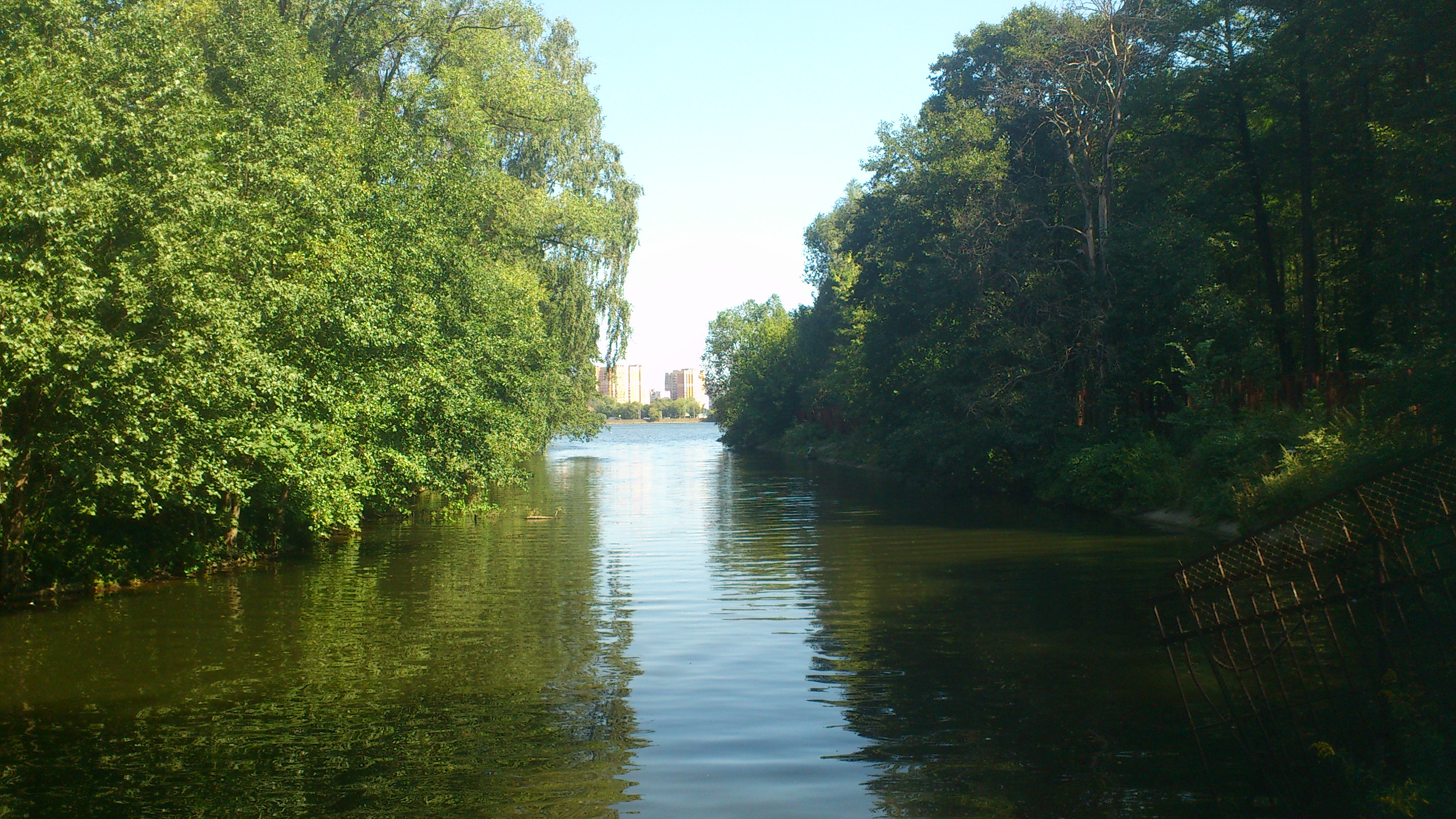
Река Жабенка впадает в Большой Садовый пруд, 2014 год
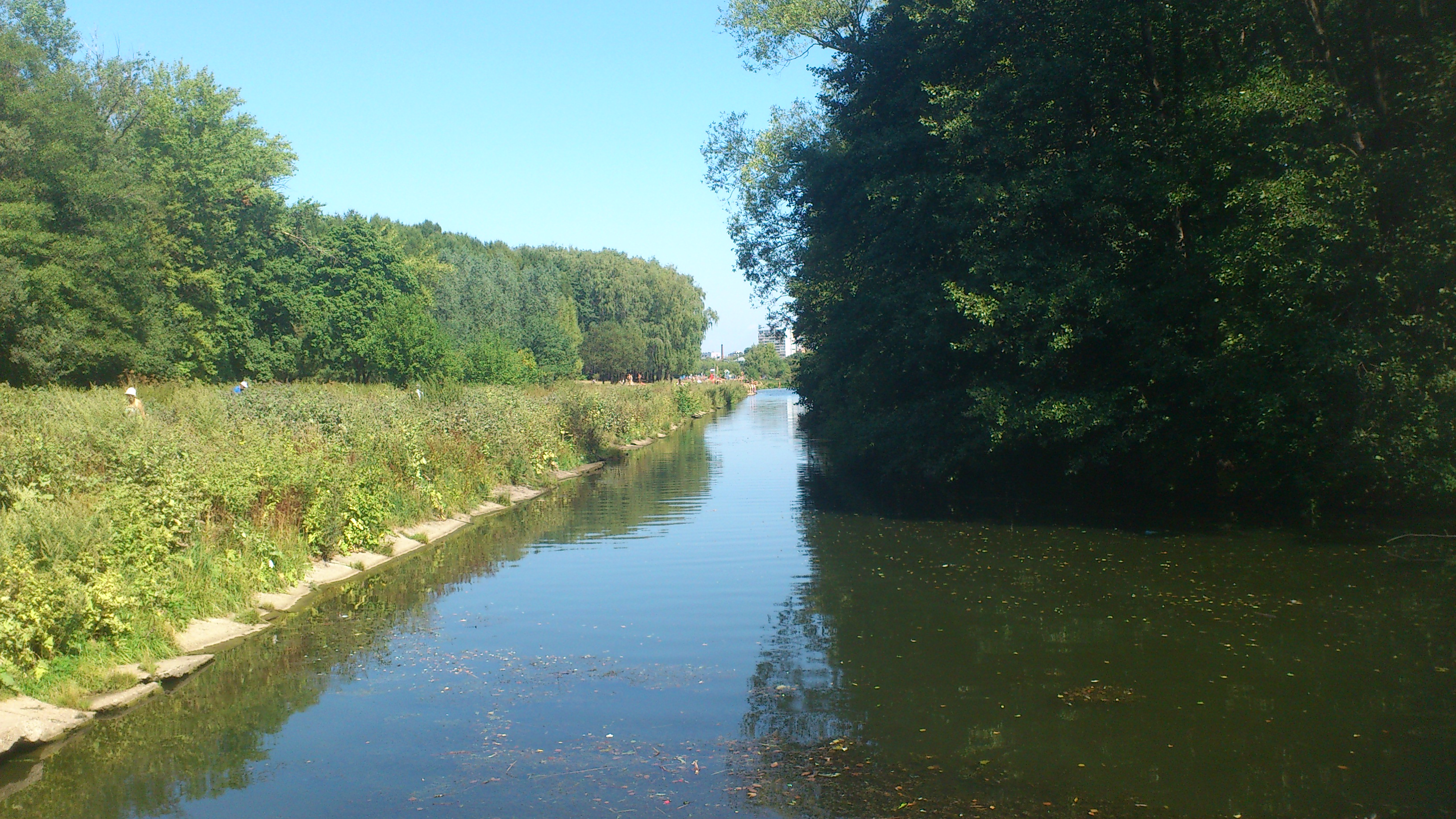
Южная сторона пруда, 2014 год
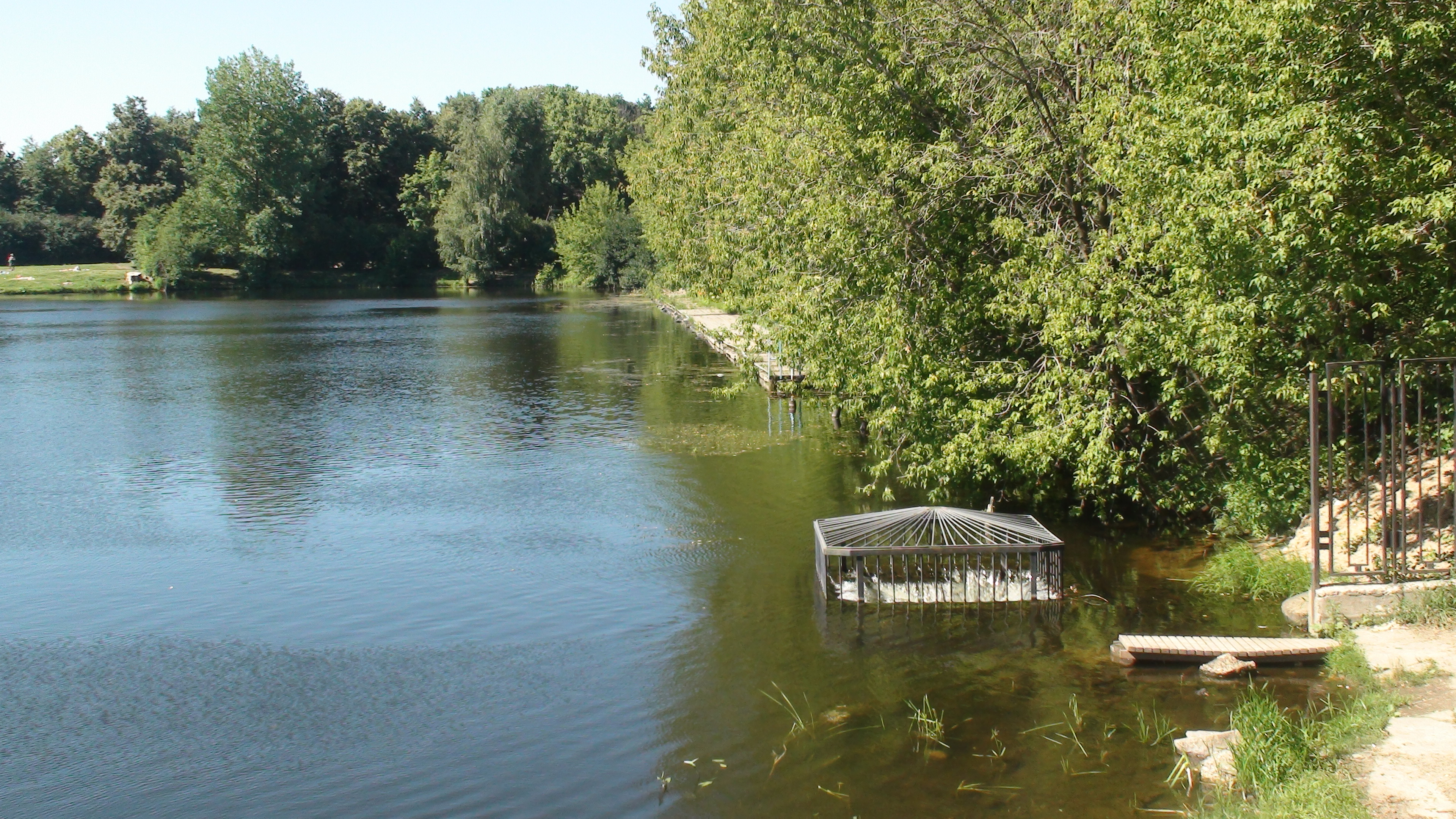
Сток воды из пруда, 2015 год
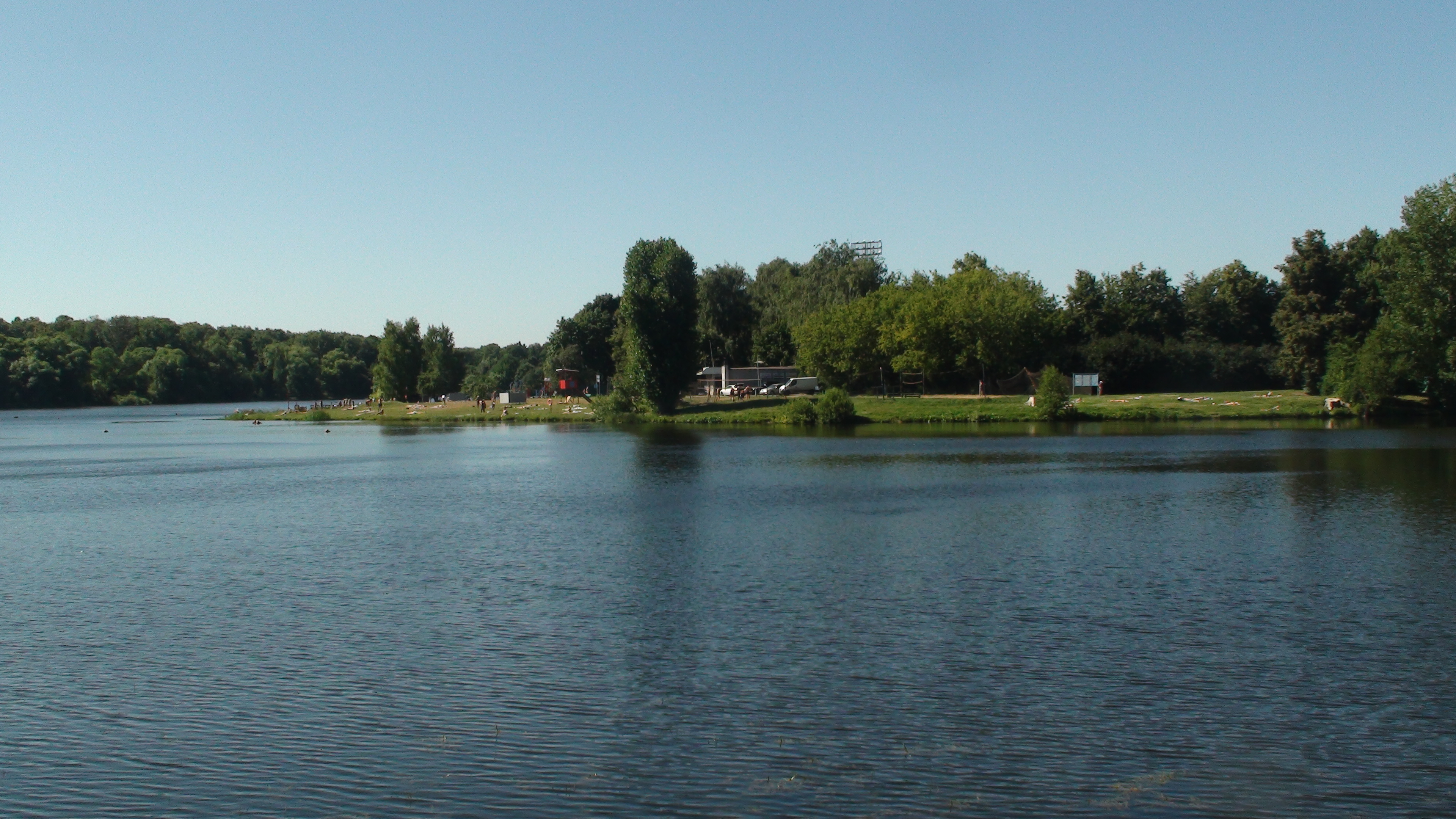
Пляж на берегу Большого Садового пруда, 2015 год
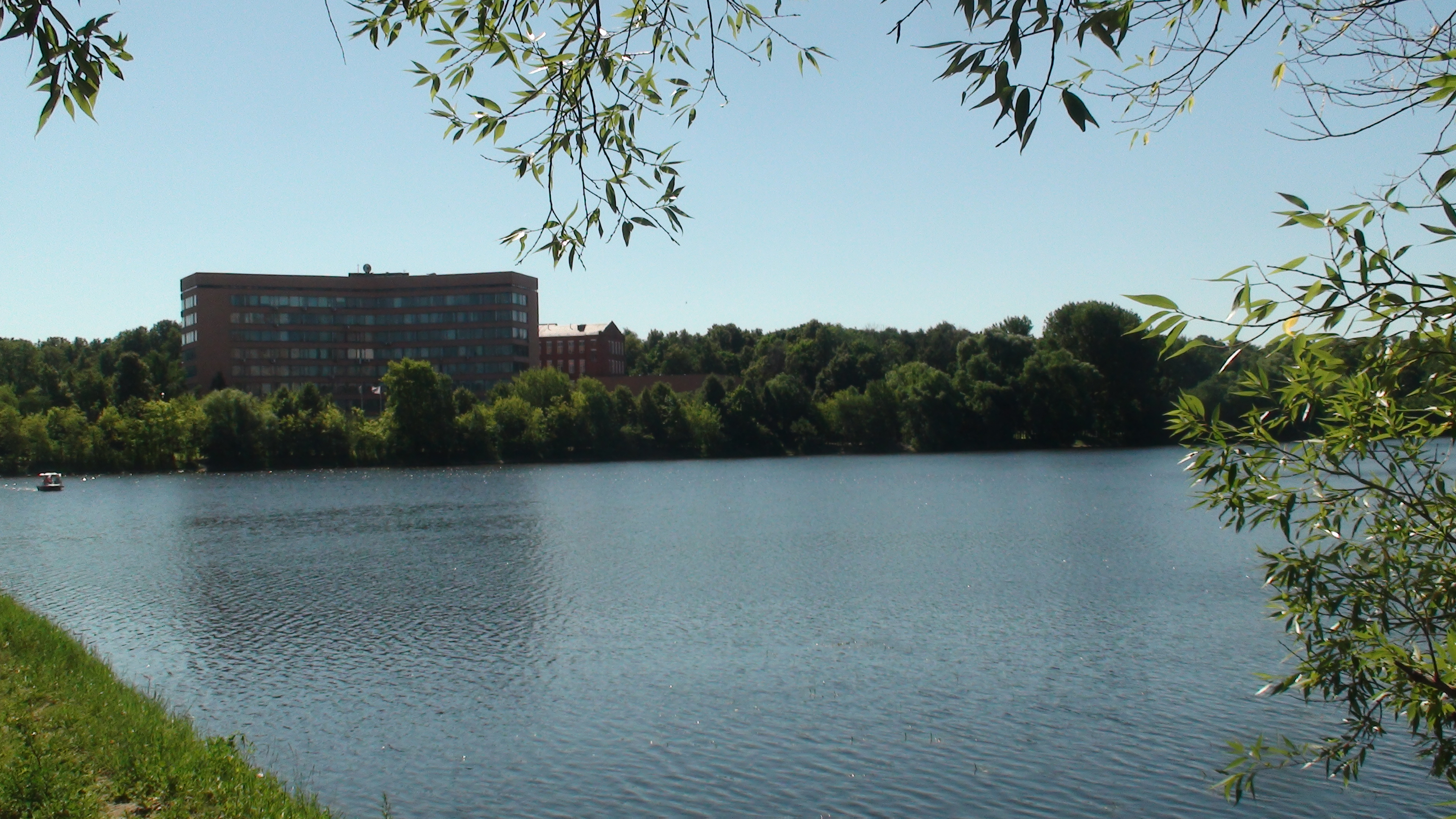
Большой Садовый пруд, 2015 год